# Osman Duraliew

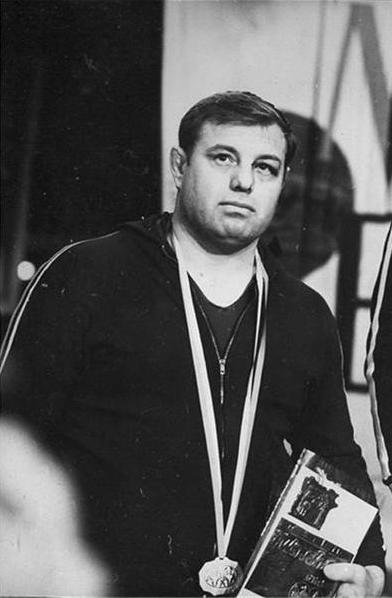
Osman Duraliew 1971

Osman Duraliew (bulgarisch Осман Дуралиев; * 15. Januar 1939 in Rasgrad; † 25. April 2011 in Istanbul, Türkei) war ein bulgarischer Ringer.

## Werdegang
Osman Duraliew war Angehöriger der türkischen Minderheit in Bulgarien. Er wuchs in Rasgrad auf und begann dort 1956 mit dem Ringen. Nachdem er im Jugendbereich erste Erfolge erzielte und seine große Veranlagung zum Ringen erkennbar war, wurde er zu einem Sportclub in Sofia delegiert. Er fand dort gute Trainingsvoraussetzungen und die damals in einem Ostblockstaat übliche Unterstützung für einen Spitzensportler. Deshalb machte er gute Fortschritte und hatte 1962 die bulgarische Spitzenklasse der Schwergewichtsringer im freien Stil erreicht. Bei einer Größe von 1,82 m wog er ca. 120 kg und wirkte gedrungen, hatte aber sehr viel Kraft. Vorerst kam er in der bulgarischen Ringer-Nationalmannschaft noch nicht zum Einsatz, weil im freien Stil, in dem Duraliew rang, Ljutwi Dschiber Achmedow und Walko Kostow die Szene beherrschten. 1967 löste er jedoch diese Ringer ab und vertrat bis 1972 Bulgarien bei zwei Olympischen Spielen und acht weiteren internationalen Meisterschaften. Bei jedem dieser Turniere belegte er den zweiten Platz. Er gewann also zwei olympische Silbermedaillen und wurde jeweils viermal Vizeweltmeister und Vizeeuropameister. Dabei verlegte ihm achtmal der sowjetische Ringer Alexander Medwed, dem er siebenmal unterlag und gegen den er einmal Unentschieden rang, einmal der deutsche Meister Wilfried Dietrich und einmal der Sowjetbürger Schota Lomidse den Weg auf das oberste Treppchen.
Nach den Olympischen Spielen 1972 in München beendete Duraliew seine Laufbahn als aktiver Ringer und wurde bis 1989 ein sehr erfolgreicher Trainer im bulgarischen Ringerverband. Als 1988/89 von den kommunistischen bulgarischen Behörden auf den türkischen Bevölkerungsanteil ein immer größer werdender Assimilierungsdruck ausgeübt wurde, der so weit ging, dass alle türkischen Bestandteile des Namens geändert werden sollten – der vielfache Weltmeister im Gewichtheben Naim Süleymanoğlu hieß beispielsweise plötzlich Naum Schalamanow – siedelte er in die Türkei über und erhielt die türkische Staatsangehörigkeit. Bis 2005 war er in der Türkei Trainer bei verschiedenen Ringerklubs.

## Internationale Erfolge
(OS = Olympische Spiele, WM = Weltmeisterschaft, EM = Europameisterschaft, F = Freistil, S = Schwergewicht, bis 1968 ab 97 kg Körpergewicht, SS = Superschwergewicht, ab 1969 ab 100 kg Körpergewicht)
- 1967, 2. Platz, EM in Istanbul, F, S, mit Siegen über Wieslaw Bochénski, Polen, Wladimir Saunin, UdSSR, einem Unentschieden gegen Giyasettin Ylmaz, Türkei und einer Niederlage gegen Wilfried Dietrich, BRD;
- 1967, 2. Platz, WM in Neu-Delhi, F, S, mit Siegen über Larry Kristoff, USA, Oliziisaihany Erdeneochir, Mongolei, einem Unentschieden gegen Abulfazil Anvari, Iran und einer Niederlage gegen Alexander Medwed, UdSSR;
- 1968, 2. Platz, EM in Skopje, F, S, mit Siegen über Ștefan Stîngu, Rumänien, Omer Topuz, Türkei und László Nyers, Ungarn und einer Niederlage gegen Medwed;
- 1968, Silbermedaille, OS in Mexiko-Stadt, F, S, mit Siegen über Yorihide Isogai, Japan, Ylmaz, Anvari und Wilfried Dietrich und einer Niederlage gegen Medwed;
- 1969, 2. Platz, EM in Sofia, F, SS, mit Siegen über Enache Panait, Rumänien, Topuz und Wilfried Dietrich und einer Niederlage gegen Schota Lomidse, UdSSR;
- 1969, 2. Platz, WM in Mar del Plata, F, SS, mit Siegen über Lennart Eriksson, Schweden, Merv Holden, Kanada, Anvari und Rocky Rasley, USA und einer Niederlage gegen Medwed;
- 1970, 2. Platz, WM in Edmonton, F, SS, mit Siegen über Edward Wojda, Polen und Gregory Woiciechowski, USA, einem Unentschieden gegen Peter Germer, DDR und einer Niederlage gegen Medwed;
- 1971, 2. Platz, WM in Sofia, F, SS, mit Siegen über Peter Germer, Ștefan Stîngu, Stanislaw Makowieki, Polen und einem Unentschieden gegen Medwed;
- 1972, 2. Platz, EM in Kattowitz, F, SS, mit Siegen über Ylmaz, Ryszard Dlugosz, Polen, Istvan Marothy, Ungarn, Ștefan Stîngu und einer Niederlage gegen Medwed;
- 1972, Silbermedaille, OS in München, F, SS, mit Siegen über Marothy, Peter Germer, Ylmaz und Niederlagen gegen Chris Taylor, USA und Medwed